# Högskolan Väst

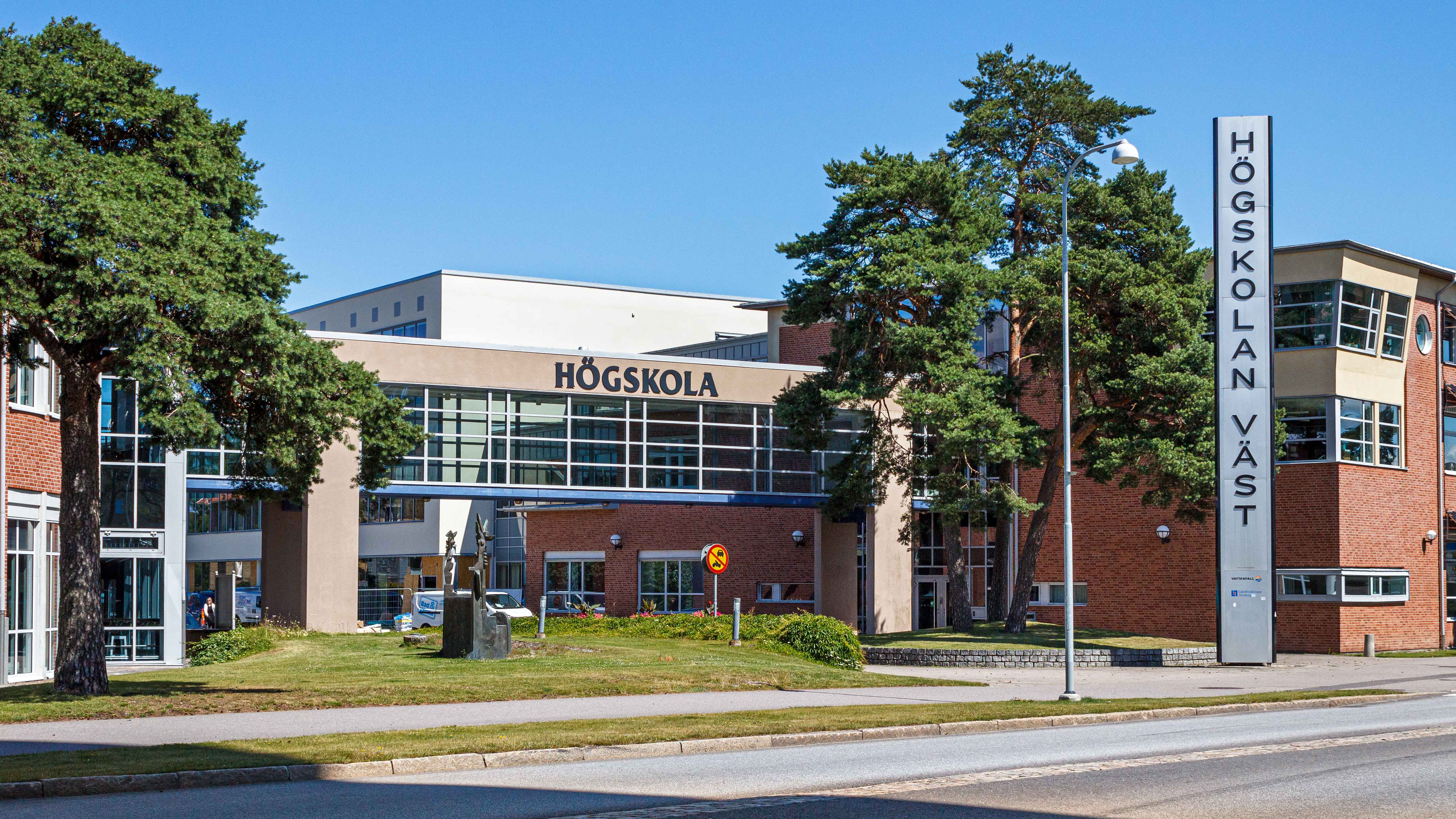
Hochschule West

Die Hochschule West (schwedisch: Högskolan Väst) ist eine staatliche Hochschule in Trollhättan, Schweden. Die Hochschule wurde 1990 gegründet und trug bis 2006 den Namen Högskolan i Trollhättan/Uddevalla. An der Hochschule West sind ca. 15.000 Studierende eingeschrieben.